# بيكاليوفو
بيكاليوفو (بالروسية: Пикалёво) هي إحدى مدن روسيا في الكيان الفدرالي الروسي لينينغراد أوبلاست.